# Сарлахи (район)
Сарлахи (непальск. सर्लाही जिल्ला) — один из 75 районов Непала. Входит в состав зоны Джанакпур, которая, в свою очередь, входит в состав Центрального региона страны. Административный центр — город Малангва.
Граничит с районом Синдхули (на севере), районом Махоттари (на востоке), районом Раутахат зоны Нараяни (на западе) и с индийским штатом Бихар (на юге). Площадь района составляет 1259 км².
Территорию Сарлахи можно разделить на 3 физико-географических региона: хребет Сивалик (Чуриа), Бханвар и Тераи. Хребет Сивалик занимает крайний север района, его средняя высота составляет около 900 м над уровнем моря. Южнее, между хребтом Сивалик и Тераями, находится регион Бханвар, высота которого составляет 150—300 м над уровнем моря.
В южной половине района (от центральной части и до границы с Индией) находится равнинный регион Тераи, который практически полностью занят сельскохозяйственными угодьями и отличается очень большой плотностью населения. Часть западной границы района формирует крупная река Багмати.
Население, по данным переписи 2011 года, составляет 769 729 человек, из них 389 756 мужчин и 379 973 женщины. По данным переписи 2001 года население насчитывало 635 701 человек. 85,56 % населения исповедует индуизм; 7,88 % — ислам; 5,72 % — буддизм; 0,22 % — христианство.